# Косчек, Джош
Джош Ко́счек (англ. Josh D. Koscheck; род. 30 ноября 1977, Уэйнсберг) — американский боец смешанного стиля, представитель полусредней весовой категории. Выступает на профессиональном уровне начиная с 2004 года, известен по участию в турнирах бойцовской организации UFC, был претендентом на титул чемпиона UFC в полусреднем весе. Участник и наставник бойцовского реалити-шоу The Ultimate Fighter. Также выступал в организации Bellator MMA.

## Биография
Джош Косчек родился 30 ноября 1977 года в боро Уэйнсберг округа Грин, штат Пенсильвания. В возрасте пяти лет начал заниматься борьбой, состоял в борцовской команде во время обучения в университете в Эдинборо — имел статус всеамериканского спортсмена и становился чемпионом первого дивизиона Национальной ассоциации студенческого спорта. Позже работал тренером, был помощником главного тренера по борьбе в Университете штата Нью-Йорк в Буффало.

### Начало профессиональной карьеры
Дебютировал в смешанных единоборствах на профессиональном уровне в 2004 году, одержал победы на турнирах небольших американских организаций King of the Rockies и Ring of Combat.

### Ultimate Fighting Championship
В 2005 году Косчек привлёк к себе внимание крупнейшей бойцовской организации мира Ultimate Fighting Championship и принял участие в самом первом сезоне её бойцовского реалити-шоу The Ultimate Fighter, где выступал в средней весовой категории. На стадии четвертьфиналов благополучно прошёл Криса Лебена, но в полуфинале раздельным решением судей уступил Диего Санчесу. Несмотря на проигрыш, Косчек продолжил регулярно выступать в UFC и в последующие годы выбился в число лидеров полусреднего весового дивизиона.
Начиная с 2006 года тренировался в зале American Kickboxing Academy (AKA), благодаря чему значительно улучшил свои ударные навыки. Период 2006—2008 годов оказался весьма успешным в его спортивной карьере, Косчеку удалось удержать победу над многими сильными соперниками — из десяти встретившихся с ним бойцов сопротивление смогли оказать только Жорж Сен-Пьер и Тиагу Алвис.
В феврале 2009 года Косчек был нокаутирован бразильцем Паулу Тиагу, но затем взял верх над Фрэнком Триггом, Энтони Джонсоном и Полом Дейли, причём в бою с Джонсоном заработал бонусы за лучший приём вечера и лучший бой вечера.
Поскольку бой с Полом Дейли был претендентским, Косчек удостоился права оспорить титул чемпиона в полусреднем весе. Он стал наставником двенадцатого сезона The Ultimate Fighter, где его команда противостояла команде действующего чемпиона Жоржа Сен-Пьера, и в декабре 2010 года наконец состоялся чемпионский бой. Противостояние между бойцами продолжалось все пять раундов, в итоге судьи единогласным решением отдали победу Сен-Пьеру, сохранив за ним чемпионский пояс.
Впоследствии Джош Косчек выиграл у Мэтта Хьюза и Майка Пирса, но в 2012—2015 годах потерпел пять поражений подряд, после чего покинул UFC.

### Bellator MMA
В июне 2015 года Косчек подписал контракт на несколько боёв с другой крупной американской организацией Bellator MMA, однако в клетку он вышел только в январе 2017 года — в первом же раунде техническим нокаутом проиграл малоизвестному бразильскому бойцу Маурисиу Алонсу.

## Статистика в профессиональном ММА
| Боёв 28  | Побед 17 | Поражений 11 |
| -------- | -------- | ------------ |
| Нокаутом | 5        | 4            |
| Сдачей   | 5        | 3            |
| Решением | 7        | 4            |

| Результат | Рекорд | Соперник          | Способ                                | Турнир                             | Дата             | Раунд | Время | Место                    | Примечание                                                |
| --------- | ------ | ----------------- | ------------------------------------- | ---------------------------------- | ---------------- | ----- | ----- | ------------------------ | --------------------------------------------------------- |
| Поражение | 17-11  | Маурисиу Алонсу   | TKO (удары руками)                    | Bellator 172                       | 18 февраля 2017  | 1     | 4:42  | Сан-Хосе, США            |                                                           |
| Поражение | 17-10  | Эрик Силва        | Сдача (гильотина)                     | UFC Fight Night: Maia vs. LaFlare  | 21 марта 2015    | 1     | 4:21  | Рио-де-Жанейро, Бразилия |                                                           |
| Поражение | 17-9   | Джейк Элленбергер | Сдача (удушение север-юг)             | UFC 184                            | 28 февраля 2015  | 2     | 4:20  | Лос-Анджелес, США        |                                                           |
| Поражение | 17-8   | Тайрон Вудли      | KO (удары руками)                     | UFC 167                            | 16 ноября 2013   | 1     | 4:38  | Лас-Вегас, США           |                                                           |
| Поражение | 17-7   | Робби Лоулер      | TKO (удары)                           | UFC 157                            | 23 февраля 2013  | 1     | 3:57  | Анахайм, США             |                                                           |
| Поражение | 17-6   | Джони Хендрикс    | Раздельное решение                    | UFC on Fox: Diaz vs. Miller        | 5 мая 2012       | 3     | 5:00  | Ист-Ратерфорд, США       |                                                           |
| Победа    | 17-5   | Майк Пирс         | Раздельное решение                    | UFC 143                            | 4 февраля 2012   | 3     | 5:00  | Лас-Вегас, США           |                                                           |
| Победа    | 16-5   | Мэтт Хьюз         | KO (удары руками)                     | UFC 135                            | 24 сентября 2011 | 1     | 4:59  | Денвер, США              | Нокаут вечера.                                            |
| Поражение | 15-5   | Жорж Сен-Пьер     | Единогласное решение                  | UFC 124                            | 11 декабря 2010  | 5     | 5:00  | Монреаль, Канада         | Бой за титул чемпиона UFC в полусреднем весе. Бой вечера. |
| Победа    | 15-4   | Пол Дейли         | Единогласное решение                  | UFC 113                            | 8 мая 2010       | 3     | 5:00  | Монреаль, Канада         | Претендентский бой в полусреднем весе.                    |
| Победа    | 14-4   | Энтони Джонсон    | Сдача (удушение сзади)                | UFC 106                            | 21 ноября 2009   | 2     | 4:47  | Лас-Вегас, США           | Приём вечера. Бой вечера.                                 |
| Победа    | 13-4   | Фрэнк Тригг       | KO (удары руками)                     | UFC 103                            | 19 сентября 2009 | 1     | 1:25  | Даллас, США              |                                                           |
| Поражение | 12-4   | Паулу Тиагу       | KO (удары руками)                     | UFC 95                             | 21 февраля 2009  | 1     | 3:29  | Лондон, Англия           |                                                           |
| Победа    | 12-3   | Ёсиюки Ёсида      | KO (удар рукой)                       | UFC: Fight for the Troops          | 10 декабря 2008  | 1     | 2:15  | Фейетвилл, США           | Нокаут вечера.                                            |
| Поражение | 11-3   | Тиагу Алвис       | Единогласное решение                  | UFC 90                             | 25 октября 2008  | 3     | 5:00  | Роузмонт, США            |                                                           |
| Победа    | 11-2   | Крис Лайтл        | Единогласное решение                  | UFC 86                             | 5 июля 2008      | 3     | 5:00  | Лас-Вегас, США           |                                                           |
| Победа    | 10-2   | Дастин Хейзлетт   | TKO (удар ногой в голову и добивание) | UFC 82                             | 1 марта 2008     | 2     | 1:24  | Колумбус, США            |                                                           |
| Поражение | 9-2    | Жорж Сен-Пьер     | Единогласное решение                  | UFC 74                             | 25 августа 2007  | 3     | 5:00  | Лас-Вегас, США           |                                                           |
| Победа    | 9-1    | Диего Санчес      | Единогласное решение                  | UFC 69                             | 7 апреля 2007    | 3     | 5:00  | Хьюстон, США             |                                                           |
| Победа    | 8-1    | Джефф Джослин     | Единогласное решение                  | UFC Fight Night: Sanchez vs. Riggs | 13 декабря 2006  | 3     | 5:00  | Сан-Диего, США           |                                                           |
| Победа    | 7-1    | Джонатан Гуле     | Сдача (удары руками)                  | UFC Fight Night 6                  | 17 августа 2006  | 1     | 4:10  | Лас-Вегас, США           |                                                           |
| Победа    | 6-1    | Дейв Менне        | Единогласное решение                  | UFC Fight Night 5                  | 28 июня 2006     | 3     | 5:00  | Лас-Вегас, США           |                                                           |
| Победа    | 5-1    | Ансар Чалангов    | Сдача (удушение сзади)                | UFC Fight Night 4                  | 6 апреля 2006    | 1     | 3:29  | Лас-Вегас, США           |                                                           |
| Поражение | 4-1    | Дрю Фикетт        | Техническая сдача (удушение сзади)    | UFC Ultimate Fight Night 2         | 3 октября 2005   | 3     | 4:38  | Лас-Вегас, США           |                                                           |
| Победа    | 4-0    | Пит Спратт        | Сдача (удушение сзади)                | UFC Fight Night                    | 6 августа 2005   | 1     | 1:53  | Лас-Вегас, США           |                                                           |
| Победа    | 3-0    | Крис Сэнфорд      | KO (удар рукой)                       | The Ultimate Fighter 1 Finale      | 9 апреля 2005    | 1     | 4:21  | Лас-Вегас, США           | Бой в среднем весе.                                       |
| Победа    | 2-0    | Люк Каммо         | Единогласное решение                  | Ring of Combat 6                   | 24 апреля 2004   | 3     | 5:00  | Элизабет, США            |                                                           |
| Победа    | 1-0    | Крус Чакон        | Сдача (залом шеи)                     | King of the Rockies                | 3 января 2004    | 3     | 2:57  | Форт-Коллинс, США        |                                                           |